# Dorottya Udvaros

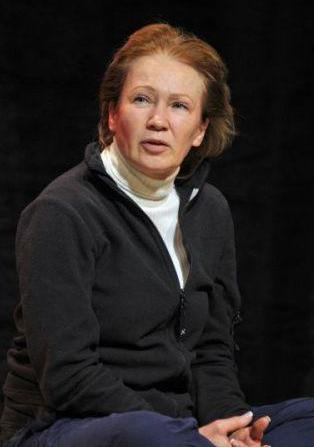
Dorottya Udvaros, 2015

Dorottya Udvaros (anhörenⓘ; * 4. August 1954 in Budapest) ist eine ungarische Theater- und Filmschauspielerin.

## Leben
Dorottya Udvaros ist die Tochter des Regisseurs Béla Udvaros und der Schauspielerin Camilla Dévay. Sie absolvierte eine Ausbildung an der Hochschule für Theater- und Filmkunst in Budapest. Danach arbeitete sie zunächst ab 1978 am Szigligeti-Theater in Szolnok, 1981 am Nationaltheater (heute Pesti Magyar Színház) und war 1982 Gründungsmitglied des József-Katona-Theaters in Budapest. Von 1994 bis 1997 wirkte sie am Neuen Theater (Új Színház), danach am Bárka-Theater und wurde 2002 Mitglied des Nationaltheaters.
Ihren ersten Auftritt in einem Film hatte sie 1976 zusammen mit ihrer Mutter in dem ungarischen Fernsehfilm Rendörség, Regie  Péter Gother, nach einem Drehbuch von Sławomir Mrożek. In den folgenden Jahren spielte sie vor allem in ungarischen Fernsehfilmen. 1985 erhielt sie zum ersten Mal eine Rolle in einem Film von István Szabó. Sie spielte an der Seite von Klaus Maria Brandauer als Oberst Redl die Clarissa. 1987 gewann sie den Preis als beste Schauspielerin beim 15. Internationalen Film Festival in Moskau für Love, Mother. 1988 übernahm sie die Rolle der Zsuzsa in Miss Arizona, einem Film mit Marcello Mastroianni und Hanna Schygulla. Insgesamt hatte sie in vier Filmen Szabós eine Rolle, zum letzten Mal 2020 zusammen mit Brandauer in Abschlussbericht.
Dorottya Udvaros hat in ihrer Karriere an rund 60 Filmen und Fernsehshows teilgenommen.
Weiterhin wirkte sie auch als Sängerin, 1985 erschien ihr Album Átutazó und 2015 Majdnem Valaki.

## Filmografie (Auswahl)
- 1982: Aasgeier (Dögkeselyű), Regie: Ferenc András
- 1983: Der Fall Sylvester Matuska, Regie: Sándor Simó
- 1983: Night Rehearsal (Hatásvadászok), Regie: Miklós Szurdi
- 1984: Du lumpiges Leben (Te rongyos élet), Regie: Péter Bacsó
- 1985: Oberst Redl, Regie: István Szabó
- 1987: Love, Mother, Regie: János Rózsa
- 1987: Titanien oder Die Nacht der Doppelgänger, Regie: Péter Basco
- 1988: Miss Arizona, Regie: Sándor Pál
- 1989: Jézus Krisztus horoszkópja, Regie: Miklós Jancsó
- 1991: Donauwalzer, Regie: Miklós Jancsó
- 1991: Meeting Venus, Regie: István Szabó
- 1997: Der ganz normale Wahnsinn, Regie: András Kern und Róbert Koltai
- 2020: Abschlussbericht, Regie István Szabó